# Adi Xankara
Adi Xankara (en escriptura devanagari आदि शंकर, transcripció IAST ādi śaṅkara, també transcrit Adi Sankara o Shankara) o Xankaratxarya (Kaladi, a l'actual Kerala 722-820), « aquell que porta felicitat », un dels epítets de Shiva), és, al segle VIII, va ser un filòsof indi de gran renom, que va teoritzar sobre religió i la ment humana, consolidant la doctrina de l'advaita vedanta. Les seves obres van arribar traduïdes a Occident i comprenen comentaris dels textos sagrats hindús i assajos personals. Va ser un dels mestres espirituals més famosos de l'hinduisme, filòsof de l'escola ortodoxa Advaita Vedānta i comentarista dels Upanishads vèdics, del Brahma Sūtra i del Bhagavad-Gita Va tenir Govindanātha com a mestre i va portar una vida de renunciant itinerant (saṃnyāsin) anant d'un monestir o temple a un altre, d'una comunitat a una altra. Va ser un «reformador religiós» que pretenia crear una entesa entre els diversos corrents i escoles religioses del seu temps.

## Biografia
La seva biografia es troba poetitzada als Śaṅkara Vijaya. Estudiant prodigi, de ben jove va sentir-se atret per la religió i va anar a perfeccionar els seus coneixements amb mestres famosos de l'època. Els seus viatges continus el van portar a ensenyar oralment a les principals ciutats, a debatre amb altres pensadors com Maṇḍana Miśra i a tenir una visió de la religió eclèctica, que li va permetre unificar diferents tendències de l'hinduisme i així enfortir-lo.
Va fundar quatre escoles monàstiques repartides per tot el país, les quals van recopilar i difondre els seus ensenyaments informals i els escrits.
En ser considerat un sant, encarnació (Avatar) de Shiva, els relats de la seva vida són sovint hagiogràfics, amb fets llegendaris. Śaṅkara és tàmil. Els seus escrits estan en sànscrit.
La vida de l'home anomenat més tard Xankara és completament desconeguda (inclòs el seu nom). Els elements biogràfics que repetim una vegada i una altra provenen de les diferents biografies llegendàries escrites més de mig segle després de la mort de l'autor del Brahmasūtra-Bhâshya, en particular el Bhâshya Śaṃkaradigvijaya  (segle xiv).
En el segle xix, Xankara es va convertir en la referència en matèria de filosofia sànscrita, confós amb "filosofia índia". Vam estudiar principalment obres menors l'atribució de les quals a Xankara és hipotètica; en particular, Xankara es va convertir en el reformador de l'hinduisme, el creador de monestirs i ordes monàstiques. A la vista dels escrits dels quals estem segurs, tot plegat apareix com una deriva nacionalista: res dels textos ho corrobora però els indis (hindús) hi estan molt lligats: és el Xankara de la llegenda daurada que 'revereixen. Com moltes obres sànscrites del primer mil·lenni, l'anonimat és la regla i no hi ha res que demostri que l'escriptura dels principals comentaris sobre Xankara no fos col·lectiu. Durant el segon mil·lenni, la importància que es va donar al 'guru' 'mestre' va contribuir a fer de Xankara una persona i un autor. Només cal llegir la seva biografia llegendària (la Śaṃkaradigvijaya es tradueix a l'anglès i és fàcilment accessible) per adonar-se que és un mite. Dit això, segueix sent que els escrits d'aquest autor anònim (comentaris al Upaniṣad vèdic, al Bhagavad-Gita, al Brahmasūtra  i l'Upadeśasahasrī són un dels cims del pensament filosòfic en sànscrit.

### Infància i origen de la seva vocació
Es diu que Xiva es va aparèixer als seus pares, deixant-los la possibilitat d'escollir entre una descendència nombrosa, però no gaire brillant, i un sol fill la vida del qual seria curta però admirable. Després d'haver optat per la segona proposta, Ādi Śaṅkara va venir al món. Va néixer al petit poble de Kaladî, a Kerala, al sud de l'Índia. Els seus pares pertanyien a la casta brahmane Nambûdiri. Malgrat la mort prematura del seu pare, Xankara va rebre la iniciació bramànica als 5 anys i a partir d'aleshores va començar l'estudi dels textos sagrats. Hi ha informes de nombrosos miracles realitzats en aquesta època i un record extraordinari (es diu que va memoritzar tots els quatre Vedes en tres anys). Impulsat de manera natural cap a l'ascetisme, Xankara renuncia a tota vida familiar quan un cocodril gairebé li arrenca la cama, que interpreta com un signe de la brevetat de la seva vida que després decideix dedicar-se a la recerca de la veritat. Aleshores es va convertir en renunciant als 8 anys.

### Recerca espiritual i viatges
Aleshores, Xankara va començar a buscar un guru capaç de guiar-lo en la seva recerca espiritual. Va marxar cap a l'Índia central fins a la vora del riu Narmada, on va conèixer un deixeble del gran Gaudapada, autor del Mandukya karika, un famós comentari al Mandukya Upanishad Aquest deixeble, anomenat Govinda, el va iniciar en l'ordre més ascètic que es podia trobar llavors a l'Índia. A partir d'aleshores, Xankara va viatjar per tot el país, escrivint comentaris sobre els textos sagrats de l'hinduisme.

### Predicacions i debats
Durant les seves reunions amb nombroses autoritats de diferents escoles, Xankara es va revelar com un orador i predicador brillant capaç de contrarestar els especuladors heterodoxos i tots els contradictoris en general, fins i tot de les escoles āstika (ortodoxes).
Notablement, va tenir un debat filosòfic amb Kumārila Bhaṭṭa de l'escola tradicional Mīmāṃsā, de la qual va sortir victoriós.
Xankara, que va ser seguit per molts deixebles, va anar al Caixmir, on hi havia un tron dedicat a Sarasvatí, i sobre el qual només podrà seure el que guanyi tots els debats entre els bramans presents, cosa que no havia passat mai. No va tenir problemes per contrarestar els seus adversaris i va poder ocupar el seu lloc en aquest lloc sagrat sota els auspicis de la deessa.

### Reformes

#### Rebuig de rituals sagnants
Adi Xankara va purificar considerablement el ritual tàntric. Va instar els sacerdots del temple a substituir les ofrenes de begudes alcohòliques (madya), carn (māṃsa) i peix (matsya) per ofrenes d'arròs, flors i productes lactis. En determinades regions de la península, la sang humana i animal circulava lliurement. Xankara era molt ferm: el veritable significat del sacrifici és intern; necessitem l'ànima a l'Ànima, i no untar els ídols amb sang.

#### Transferència de coneixement
Adi Shankara va establir sis criteris per transmetre el coneixement sagrat: Ser un estudiant en el procés de realització espiritual (brahmacari), ser generós (dhanadayi), ser erudit (medhavi), respectar les prescripcions vèdiques (en particular el principi d'ahimsa, no-violència), ser digne d'afecte (priya), i poder ensenyar a través dels coneixements adquirits (vidyaya va vidyam).
Segons Adi Xankara, el deixeble també ha d'estar dotat de quatre qualitats per ser considerat apte per a la recerca de Brahman:
1. La capacitat de distingir (entre l'etern i l'efímer)
2. L'absència de passió (absència de por, ira, gelosia, etc.)
3. Sigues equanim (veure tots els éssers amb el mateix ull)
4. El desig d'alliberament del cicle de les reencarnacions.

#### Al panteó de les divinitats
Va proposar reorganitzar el panteó de l'hinduisme format per moltes divinitats, reduint-lo a cinc principals: Vixnu, Xiva, Durga, Súrya, Ganeixa. El culte a aquests cinc déus encara el fan avui els bramans de la tradició Smarta.

#### La maduresa i la mort
Per propagar els seus ensenyaments, va escriure nombroses obres, inclosos comentaris, i va fundar deu ordes monàstics així com quatre monestirs (vegeu Posteritat). Va realitzar aquesta reforma dels ordes monàstics sobre el model dels ordes budistes. Es diu que va morir als 32 anys, prop del mont Kailash a l'Himàlaia.

## Pensament
El seu pensament es basa en la noció que només l'absolut és real, tota la resta és pura aparença (en una línia molt similar a la de Plató). A l'ésser humà l'ànima és una porció d'aquest absolut que busca la unitat total amb el cosmos, enfront un fals dualisme que admet la realitat del cos i el que s'hi refereix. Erròniament hom pot postular que existeixen entitats separades de l'absolut, però en realitat com aquest ho és tot, comprèn tot, inclòs el que no és.
L'home veritable, que és l'ànima o l'autèntic jo, apareix envoltat de cinc embolcalls d'aparença: el cos, els sentits i els òrgans vitals, el cervell, la ment amb les seves facultats i la consciència. Dins de la consciència, distingeix entre quatre estats: somni profund, somni, vetlla i unitat final.
Va denunciar moltes pràctiques corruptes, com les ofrenes basades en alcohol, les castes socials o l'egoisme, que impedien centrar-se en la meditació per comprendre la unitat essencial (probablement va ser influït pel budisme que va conèixer als seus viatges).

### No dualitat
La doctrina ensenyada per Xankara es coneix com no dualitat, és a dir, la consideració de la divinitat en la seva totalitat, més enllà de tota dualitat, fins i tot entre l'ésser i el no-ésser. És a través del coneixement (jñāna) per escapar de la il·lusió (māyā) que Braman es separa d'Ātman. L'alliberament (moksha) es produeix a través de la superació d'aquesta il·lusió fonamental que es tradueix en l'àmbit individual en ignorància (avidyā).
Aquesta doctrina, ensenyada al llarg del temps per Vedānta, es troba en els comentaris de Śaṅkara, així com en el seu «Tractat de les mil ensenyances» Upadeshasahasri: 
| « | Sóc braman, sóc tot. Sóc pur, despert, nascut del no-res (...). Sóc el principi etern de la consciència, desproveït d'atributs, sense segon. (...) No sóc ni existent ni inexistent, ni les dues alhora. Només sóc Xiva. La meva eterna visió no coneix ni el dia ni la nit, ni el crepuscle. (...) Qui ha aconseguit aquest coneixement (...) és un perfecte, un iogui, un (vertader) braman | » |

Si Xankara va lluitar enèrgicament contra el budisme, la seva concepció de māyā es va inspirar en gran part en el budisme Mahāyāna, que fa que la realitat del món no sigui més que una fantasia.

### El vaixell insígnia més bonic de la discriminació
| «                                                                      | L'obtenció de la llibertat de l'esclavitud, que només es deu a la ignorància, es manté com a Ser-Consciència-Felicitat (Sat-Chit-Ânanda: Sachchidânanda). Les escriptures [Veda], la raó, les paraules del Guru i l'experiència interior són els mitjans que heu d'emprar per a aquest fi. L'essència de les escriptures vedàntiques es pot reduir als punts següents. 1) En primer lloc, en mi, l'immutable Braman, tot allò que sembla diferent està absolutament sense realitat. Estic sol. Això s'anomena punt de vista d'eliminació (badha drishti). 2) En segon lloc, el somni i tot el que apareix en mi com a resultat de la màgia és una il·lusió. Sol sóc la Veritat. Això s'anomena punt de vista de la il·lusió (mitya drishti). 3) En tercer lloc, (...) tot el que sembla separat de mi sóc jo mateix. Això s'anomena la visió de la resolució de l'efecte en la causa (pravilapa drishti)... El món sencer i totes les criatures són veritablement Braman, i romandre en aquest Braman indivisible és en si mateix Alliberament (moksha). Aquesta és l'essència i la conclusió de tots els Vedes. | » |
| — El vaixell insígnia més bonic de la discriminació (Viveka Chudamani) | |   |

### Els diferents cossos i el Jo
Es fa menció de diversos « embolcalls», (kośa) o «cos» (śarīra) que envolten el Jo (ātman). El Vedānta, amb Śaṅkara que va comentar el Taittiriya Upaniṣad, en distingeix cinc:
| « | El Jo està cobert per les cinc beines, ells mateixos causats pel poder de la ignorància... Coneix el Jo, que és diferent del cos i de tota forma, com una tija d'herba en les seves beines frondoses... L El savi aspirant s'ha d'aplicar a la discriminació (viveka) entre el Jo i el no Jo. Les cinc beines (són): l'embolcall corporal, l'alè vital, la ment, l'intel·lecte i l'embolcall de la benaventurança. 1) El cos brut (annamaya-kosha) es crea a partir dels aliments..., compost per pell, sang, carn, greix, medul·la, excrements i orina... 2) El cos vital de prāṇa (prānamaya-kosha) és el respiració vital de les facultats associades als cinc òrgans d'acció [la parla associada al so, les mans associades a la facultat de prehensió, els peus al moviment, l'anus als desitjos corporals i l'excreció, els genitals]...És només una modificació de l'aire... 3) El cos mental (manomaya-kosha) està format per la ment amb les facultats de percepció... La ment és un gran tigre que ronda, perdut en la immensa selva de objectes sensorials... 4) L'intel·lecte, amb les cinc facultats de percepció, és el cos intel·lectual (vijñānamaya-kosha), i també és la causa de l'esclavitud de l'Esperit. És una modificació del Jo no manifestat... 5) El cos de la felicitat (ānandamaya-kosha) és només una modificació de la ignorància sobre la qual es reflecteix el Jo Suprem, és experimentat sense esforç per tots fins a cert punt en un son profund... Tanmateix, fins i tot aquesta beina de felicitat no pot ser el Jo Suprem. | » |

## Posteritat
Pensador destacat, Xankara va tenir una influència considerable en la filosofia no dualista i l'hinduisme a l'Índia. Els europeus van començar a conèixer-lo a través de l'obra de René Guenon. Tanmateix, trobem rastres de la seva doctrina en comentaris integrats al text de l’Oupnek'hat traduït al llatí del persa per AH Anquetil-Duperron l'any 1801. Al segle xx, l'experiència, la vida i la doctrina de Ramana Maharishi (1879 - 1950) així com l'ensenyament directe i poc convencional encara que es manté tradicional de Nisargadatta Maharaj (1897 - 1981) són considerats per molts com els millors exemples contemporanis de la vitalitat de la va pensar en Ādi Śaṅkarācārya i Advaita Vedānta. Entre d'altres, Richard De Smet ofereix un nou enfocament més teològic de Shankara.

### Monestirs
Adi Xankara va fundar quatre Maṭha (Monestirs o ordes monàstics) (sànscrit Devanāgarī: मठ) també anomenada escola (Vidyāpīṭha), per mantenir la tradició vèdica.
Establerts als quatre punts cardinals de l'Índia, els Maṭha són:
- Shringeri[26] a l'estat meridional de Karnataka, Aquest Maṭha correspon a la doctrina del Sud (Dakṣiṇāmnāya maṭha) i s'associa amb el Yajur Veda.
- Kalika a Dvaraka a l'oest de Gujarat i està associat amb Sāmaveda.
- Govardhana Maṭha a Puri a Orissa a l'Est i està associat amb el Ṛgveda.
- Jyotir Math, també anomenat Yotirmaṭha (Joshimaṭha) al nord d'Uttarakhand i s'associa amb l'Atharva Veda.

La tradició comenta que va posar els seus quatre deixebles principals al capdavant d'aquests Maṭha: respectivament Sureshwaracharya (Śṛṅgeri: de 820 a 834), Hastamalakacharya, Padmapadacharya i Totakacharya. Els responsables d'aquests quatre Maṭha prenen el títol de śaṃkarācārya o Shankaracharyas.

### Ordes monàstics
Xankara és el fundador del Dashanami Sampradaya, deu ordes monàstics els monjos dels quals generalment reben el nom dels seus noms propis: Bhârîtî, Sarasvatî, Sâgara, Tîrtha, Puri, Âshrama, Giri, Parvata, Aranya i Vana.
Els bramans que segueixen la seva tradició s'anomenen Smârtava i practiquen un ritual no sectari que integra el ritual domèstic vèdic i aspectes de la devoció hindú. El pancâyatana pûjâ (quintuple adoració), característica dels Smârtava, és un culte dedicat a Shiva, Vishnu, Shakti, Ganesha i Sûrya, com a aspectes del saguna brahman, el Diví personal o dotat de qualitats, en contraposició al nirguna brahman, el diví sense atributs, impersonal i inefable de la filosofia.

### Reformador
Se li dona el títol de "shanmatasthâpanacharya" (shan = sis, mata = creences, sthâpana = qui conserva, qui restaura, âchârya = el mestre, el que coneix les regles) Xankara és designat com el reformador dels sis darśanes, alguns dels quals es van equivocar segons ell.
Els principals successors que van continuar les tesis d'Adi Xankara són:
- Sureśvara (segle ix)
- Maṇḍana (segle ix)
- Padmapāda (segle ix)
- Sarvajñātman (segle x)
- Vācaspati Miś (segle x)
- Śrī Harṣa (segle xii)
- Prakāśātman segle xiii)
- Vidyāraṇya segle xiv)
- Prakāśānanda (segle xvi)
- Sadānanda (segle xvi)
- Appaya Diksita (segle xvi)
- Dharmarāja (segle xvii)

## Adi Shankara i els occidentals

### A Europa
Adi Xankara i algunes de les seves obres són conegudes, estudiades i analitzades per certs missioners jesuïtes com Roberto de Nobili, orientalistes i acadèmics europeus des del segle XVII. A més, Adi Xankara i Advaita Vedanta deuen el seu reconeixement a Europa a René Guénon i Romain Rolland a la primera meitat del segle XX fora dels cercles especialitzats: Jean Herbert explicava, de fet, que el coneixement de l'Índia fins al 1920 es limitava a «deformacions» de la Societat Teosòfica i les obres dels orientalistes. Va afirmar que aquests són «aquests dos homes de geni» (Guénon i Rolland) que van fer possible sortir d'aquest atzucac i van donar a conèixer «l'esperit de l'Índia» i Advaita Vedanta als francesos entre 1920 i 1925 per mitjans aparentment contradictoris.

### Als Estats Units
El 1893, Vivekananda va presentar l'hinduisme i més particularment l'ensenyament de Rāmakrishna, que es basa en l'Advaita Vedanta i el treball d'Adi, a un públic desinformat dels Estats Units, durant l'Exposició Universal de Chicago. Va seguir una sèrie de conferències durant tres anys en aquest país, després a Europa.